# Halbtrocken 4.5
Die Segelyacht Halbtrocken 4.5 ist eine aus kohlenstofffaserverstärktem Kunststoff gebaute Rennyacht vom Typ Mills 45. Bis 2019 fuhr sie unter dem Namen Concubine in Australien. Heute ist sie Teil des Halbtrocken Sailing Teams.

## Konstruktion
Die Segeljacht wurde 2015 als Concubine von Premier Composite Technologies in Dubai nach einem Design von Mark Mills gebaut. Mark Mills legte beim Design besonderes Augenmerk auf die Flexibilität des Bootes, sodass das Boot sowohl Inshore wie auch Offshore vergleichbar gut gesegelt werden kann. Der Rumpf und das Deck sind aus kohlenstoffhaltigem Epoxidlaminat.

## Alexela ORC World Championship 2021
Bei der ersten Teilnahme an einer ORC-Weltmeisterschaft im Jahr 2021 belegte die Halbtrocken 4.5 den ersten Platz und wurde so ORC-Weltmeister 2021 in Klasse A in Tallinn, Estland. Die Crew, welche die Halbtrocken 4.5 zum Titel führte, bestand aus Michael Berghorn, Mareike Berghorn, Luke Molloy,  Mikkel Røssberg, Jes Gram-Hansen, Hendrik Plate, Sebastian Plate, Konrad Nehrenberg, Justus Reinke, Hasso Höher, Marc Viehöfer und Linus Döpp.

## ORC European Championship 2022
Bei der Teilnahme an einer ORC-Europameisterschaft in Hankø, Norwegen im Jahr 2022 belegte die Halbtrocken 4.5 den ersten Platz und wurde so ORC-Europameister 2022 in der Klasse A. Die Crew bestand aus Michael Berghorn, Mareike Berghorn, Frans Hinfelaar, Jes Gram-Hansen, Marc Viehöfer, Konrad Nehrenberg, Oliver Lewin, Sören Petersen, Sebastian Plate, Johannes Apmann, Hasso Höher und Linus Döpp.

## Erfolge derHalbtrocken 4.5
- 2022: 1. Platz ORCi European Championship. Hankø, Norwegen[7]
- 2021: 1. Platz Kiel Cup – Kieler Woche. Kiel, Deutschland[8]
- 2021: 1. Platz Alexela ORC World Championship. Tallinn, Estland[4]
- 2021: 2. Platz One Sails Cup – Pre Worlds. Tallinn, Estland[9]
- 2021: 1. Platz Rund Bornholm – Warnemünder Woche. Warnemünde, Deutschland[10]